# Ivan Eklind
Ivan Henning Hjalmar Eklind (Estocolmo, 15 de octubre de 1905-Estocolmo, 23 de julio de 1981), más conocido como Ivan Eklind, fue un árbitro de fútbol de Suecia conocido por arbitrar la final de la Copa Mundial de Fútbol de 1934 entre Italia y Checoslovaquia en Roma. Es el árbitro más joven, hasta el día de hoy, en arbitrar una final de la Copa Mundial de Fútbol a la edad de 28 años.

## Carrera profesional
Eklind ofició la semifinal de la Copa Mundial de Fútbol de 1934 entre Italia y Austria (1-0), así como la final que Italia ganó 2-1 sobre Checoslovaquia. Posteriormente fue muy criticado por haber favorecido con sus decisiones a la selección italiana. Según John Molinaro, se dijo que el árbitro Ivan Eklind se reunió con el dictador fascista italiano Benito Mussolini antes de oficiar los juegos de semifinales y finales de Italia.
Eklind ofició en 6 partidos de finales de la Copa del Mundo en 3 torneos (1934-1950) (uno como árbitro asistente de Baert en junio de 1938), incluido el triunfo de Brasil contra Polonia en Estrasburgo en el que se anotaron 11 goles y un partido del Grupo A en la Copa Mundial de Fútbol de 1950. Baert también disfrutó de una carrera internacional increíblemente larga.